# Muhammad Ali as-Sajjid Dżabr
Muhammad Ali as-Sajjid Dżabr (arab. محمد علي السيد جبر; ur. 18 września 1996) – egipski zapaśnik walczący w stylu klasycznym. Olimpijczyk z Paryża 2024, gdzie zajął piąte miejsce w kategorii do 97 kg. Zajął 24. miejsce na mistrzostwach świata w 2023 roku. 
Wygrał igrzyska afrykańskie w 2023. Mistrz Afryki w 2023 i 2025; drugi w 2019 i 2022. Mistrz arabski w 2021. Pierwszy na Światowych Igrzyskach Sportów Walki w 2023 roku